# Сліпота неуваги
Сліпота́ неува́ги (англ. Inattentional Blindness) або перцепти́вна сліпота́ (англ. Perceptual blindness) — це психологічна нездатність звертати увагу на несподіваний подразник, яка не належить до проблем із зором і носить виключно психологічний характер. Коли стає неможливим брати до уваги всі подразники в тій чи іншій ситуації, може виникнути тимчасовий ефект «сліпоти», оскільки люди не бачать несподіваних, але помітних предметів або подразників.
Термін був введений в 1992 році вченими Еріеном Марком й Ірвіном Роком та був використаний як назва їхньої спільної книги, опублікованої MIT Press у 1998 році. У книзі вони описують відкриття сліпоти неуваги і розповідають про експерименти і випадки, які доводять існування феномена.
Дослідження сліпоти неуваги показують, що вона виникає у будь-якого індивідуума, незалежно від наявності у нього когнітивних розладів. Однак останні дані показують, що пацієнти зі СПАУ (Синдром порушення активності та уваги) проявляли кращу уважність при виконанні завдань, пов'язаних зі сліпотою неуваги, ніж пацієнти контрольної групи, тому можливо, що деякі психічні розлади можуть зменшити наслідки цього явища. Результати недавніх досліджень різниці у віці та показники сліпоти неуваги показують, що з віком ефект посилюється. Існують неоднозначні докази того, що послідовно несподівані об'єкти помічаються частіше: деякі дослідження показують, що ми можемо виявити загрозливі несподівані подразники легше, ніж незагрозливі, але інші дослідження показують, що це не так. Є деякі докази того, що предмети, пов'язані з винагородою, помічаються краще.
Численні експерименти та художні роботи продемонстрували, що сліпота неуваги також впливає на людське сприйняття.

## Характерні риси
Сліпота неуваги може бути ідентифікована за такими критеріями:
1. спостерігач не помічає візуального об'єкта чи події;
2. об'єкт або подія повинні бути повністю видимими;
3. спостерігач повинен мати можливість легко ідентифікувати об'єкт, якщо це є його метою;[3]
4. подія повинна бути несподіваною, а нездатність розпізнати об'єкт чи подію має бути пов'язана із залученням уваги спостерігача на інших подіях, що відбуваються в його полі зору.[3]

Люди, які піддаються ефекту сліпоти неуваги, зазвичай не знають про цей ефект, що може відігравати подальшу роль у поведінці.
Сліпота неуваги відноситься до інших видів порушень візуального сприйняття, такі як сліпота до змін, сліпота до повторення, візуальне маскування, перемикання уваги і т. д. Ключовим аспектом сліпоти неуваги, який відрізняє його від інших невдач в усвідомленні, є те, що непомічений подразник з'являється несподівано.
Головною відмінністю сліпоти неуваги який відрізняє його від інших порушень візуального сприйняття, таких, як вищезгадане перемикання уваги, є несподівана природа стимулу уваги. Дуже важливо визнати, що випадки сліпоти неуваги пояснюються відсутністю свідомого контроля об'єкта в полі зору, на відміну від відсутності когнітивної обробки.
Відкриття таких феноменів як сліпота неуваги — нездатність помітити повністю видимий, але несподівано виникаючий у полі зору об'єкт, оскільки увагу було залучено до іншого завдання, події чи об'єкта — змінило погляд на те, як працює людський мозок і як він обробляє візуальну інформацію, що веде до подальших досліджень когнітивних процесів.

### Когнітивне захоплення
Когнітивне захоплення (англ. cognitive capture) або когнітивне тунелювання (англ. cognitive tunneling) — це явище сліпоти неуваги, коли спостерігач надто зосереджений на приладах, поточній задачі, внутрішній думці тощо, а не на нинішньому середовищі. Наприклад, під час руху водій, зосереджений на спідометрі, а не на дорозі, страждає від когнітивного захоплення.

## Дискусія про пізнання: ранній чи пізній відбір уваги
Один з найголовніших конфліктів серед дослідників сліпоти неуваги пов'язаний із обробкою непомічених подразників. Точніше кажучи, в літературі є розбіжності щодо того, наскільки повинна завершитись обробка зорової сцени, перш ніж відбір визначатиме, які подразники будуть свідомо сприйматися, а які ні (тобто сліпоту неуваги). У цьому питанні існують дві основні думки — ті, хто вважає, що відбір відбувається на початку процесу сприйняття, і ті, хто вважає, що це відбувається лише після значної обробки. Теоретики раннього відбору припускають, що сприйняття подразників є обмеженим процесом, що вимагає продовження відбору. Це свідчить про те, що рішення приділити увагу певним подразникам відбувається на початку обробки інформації; тоді лише обрані подразники повністю обробляються. З іншого боку, прихильники теорії пізнього відбору стверджують, що сприйняття є необмеженою операцією, і всі подразники у зоровій сцені обробляються одночасно. У цьому випадку відбір відповідної інформації проводиться після повної обробки всіх подразників.

## Теорії

### Перцептивне навантаження
Ця конкретна гіпотеза заповнює розрив між теоріями раннього та пізнього відбору. Автори інтегрують точку зору раннього відбору, заявляючи, що сприйняття є обмеженим процесом (тобто когнітивні ресурси обмежені), а також пізні теорії відбору, що вважають, що сприйняття — автоматичний процес. Ця точка зору передбачає, що рівень обробки, який відбувається для будь-якого подразника, залежить від поточного перцептивного навантаження. Тобто, якщо поточне завдання вимагає уваги і його обробка вичерпує всі наявні ресурси, мало що залишається доступним для обробки інших нецільових подразників. Якщо обробка вимагає невеликої уваги, перцептивне навантаження є низьким, і увага неминуче спрямована на нецільові подразники.
Таким чином, більш високе навантаження на сприйняття і більш значне використання уваги, збільшує ймовірність виникнення сліпоти неуваги.

### Цикл сприйняття
Структура циклу сприйняття була використана як ще одна теоретична основа сліпоти неуваги. У структурі циклу сприйняття, захоплення уваги та захоплення обізнаності відбуваються на двох різних стадіях. Захоплення уваги відбувається під час зміщення уваги, внаслідок виокремлення подразника, а захоплення обізнаності відноситься до свідомого сприйняття подразника. Увага людини складається з характеристик подразників, які обробляє людина. Сліпота неуваги виникає при взаємодії між набором подразників індивіда та яскравістю несподіваного подразника. Розпізнавання несподіваного подразника може відбутися тоді, коли характеристики несподіваного подразника нагадують характеристики сприйнятих подразників. Теорія сліпоти неуваги важлива для помилкових спогадів та свідчень очевидців.
Структура циклу сприйняття має чотири основні наслідки:
1. оточуючі сигнали допомагають у виявленні подразників, забезпечуючи орієнтуючі сигнали, але цього недостатньо для збільшення обізнаності;
2. сприйняття вимагає постійної напруженої уваги, інтерпретації та переосмислення;
3. пам'ять може передувати свідомому сприйняттю;
4. візуальні подразники, яких не очікують, досліджують чи інтерпретують, можуть не сприйматися.

## Експерименти
Щоб перевірити сліпоту неуваги, дослідники вимагаюить учасників виконати основне завдання, поки подається несподіваний подразник. Згодом дослідники запитують учасників, чи не бачили вони чогось незвичного під час виконання основного завдання.

### Експеримент «Невидима горила»
Найвідомішим дослідженням, що демонструє сліпоту неуваги, є тест «Невидима горила», проведений Даніелем Сімонсом з університету Іллінойсу в Урбана-Шампейн та Крістофером Чабрісом з Гарвардського університету. Це дослідження, є версією попередніх досліджень, проведених Улріком Нейссером, та Бекленом у 1975 році. В ході експерименту спостерігачі повинні були переглядати гру двох команд (одягнених в білі і чорні сорочки), які передавали один одному баскетбольний м'яч. Завданням спостерігачів було порахувати кількість подач тієї чи іншої команди. У різних версіях відео людина проходить по сцені, несучи парасольку або у костюмі горили. Після перегляду відео спостерігачів запитують, чи не помітили вони чогось незвичайного. За результатами опитування 50 % респондентів повідомили, що не бачили горилу (або людину з парасолькою). Не сприйняття аномалій пояснюється відсутністю уваги до неї під час виконання складного завдання — підрахунку передач м'яча. Ці результати вказують на те, що взаємозв'язок між тим, що знаходиться в зоровому полі людини, та сприйняттям набагато більше базується на увазі, ніж вважалося раніше.
Експеримент Сімонса і Чабріса був використаний Британським телебаченням як соціальна реклама для велосипедистів, для яких небезпечна сліпота неуваги. У рекламі горила замінюється на ведмедя, який виконує «місячну ходу».

### Клоун на одноколісному велосипеді
Один експеримент показав, як мобільні телефони сприяли сліпоті неуваги під час ходьби. Подразником у цьому експерименті став яскраво забарвлений клоун на одноколісному велосипеді. Особи, які брали участь у цьому експерименті, були розділені на чотири групи. Вони розмовляли по телефону, слухали музику, ходили самі або парами. Дослідження показало, що люди, які розмовляють по мобільному телефону, найменше помічають клоуна.

## Обмеження сприйняття чи пам'яті?
Аріен Мак та Ірвін Рок у 1998 році дійшли висновку, що жодне свідоме сприйняття не може відбуватися без уваги. Дослідження сліпоти неуваги передбачають, що цілком можливо, що сліпота неуваги відображає проблему пам'яті, а не сприйняття. Стверджується, що принаймні деякі випадки сліпоти неуваги більш характерні для обмеження пам'яті, а не сприйняття. Ступінь того, наскільки людина може несприймати подразники, є емпіричним питанням, для вирішення якого необхідно поєднати сліпоту неуваги та інші різноманітні заходи обробки інформації.
Дослідження сліпоти неуваги передбачають, що ми свідомо сприймаємо лише ті явища та події, на яких ми безпосередньо присутні. Це означає, що переважна більшість інформації в нашому полі зору залишається непоміченою.

## Додаткові фактори, що впливають на сліпоту неуваги

### Вік та досвід
У 2006 році Даніель Меммерт провів низку досліджень, в ході яких перевірив, як вік та досвід учасників впливають на сліпоту неуваги. Використовуючи відео з горилою, він протестував 6 різних груп учасників: 2 групи дітей (середній вік 7 років), половина з яких не мала досвіду баскетболу, а інша половина з 2-річним досвідом; 2 групи юніорів (середній вік 13 років), половина з яких не має досвіду баскетболу, а інша половина з 5-річним стажем; та 2 групи дорослих (середній вік 24 роки) половина, з яких не мають досвіду в баскетболі, інша половина з досвідом понад 12 років. Потім він наказав усім групам відстежувати, скільки пасів зробили гравці з чорної команди.
Загалом, діти з баскетбольним досвідом або без нього помічали горилу менш часто, ніж юніори або дорослі. Також, не було суттєвої різниці між недосвідченими молодшими та дорослими групами, або між досвідченими молодшими та дорослими групами. Цей результат свідчить про те, що приблизно до 13-річного віку випадки сліпоти неуваги частіші, але стають менш регулярними протягом решти життя.
У 2011 році Елізабет Грем і Дебора Берк провели дослідження, яке оцінило, чи є літні люди більш сприйнятливі до неуважної сліпоти, ніж молоді люди. 51 учаснику молодшого віку (від 17 до 22 років) та 61 учаснику старшого віку (від 61 до 81 років) запропонували переглянути класичне відео про горилу. Вони виявили, що учасники молодшого віку частіше помічають горилу, ніж учасники старшого віку.

### Подібність між подразниками
Була проведена низка досліджень, для перевірки того, як подібність може вплинути на сприйняття подразника. В ході дослідження учасники мали зафіксувати увагу на центральній точці на екрані комп'ютера і підрахувати, скільки разів білі або чорні літери відскакували від країв екрана. Перші 2 випробування не містили несподіваної події, але у третьому випробуванні хрест, який мав ті самі розміри, що й букви та відрізнявся за кольором (білий / світло-сірий / темно-сірий / чорний), рухався з правої сторони екрана до лівої і пройшов через центральну точку. Результати показали наступне: під час контрольної події, чим більше колір хреста був подібним до кольору літер, тим більша ймовірність сприйняття його учасниками, і чим менше схожий колір хреста на колір літер, тим менша ймовірність того, що його помітили.

### Уважність
Великий експеримент, проведений на 794 учасниках Шофілдом, Кресвеллом і Денсоном, які знайшли докази того, що виконання короткої вправи на розвиток уваги знижує ймовірність сліпоти неуваги.

## Можливі причини
Дослідження сліпоти неуваги, свідчать про те, що існує чотири можливі причини цього явища. До них належать: помітність, розумове навантаження, очікування та ємність.

### Помітність
Помітність — це здатність об'єкта привертати увагу людини.

### Розумове навантаження та робоча пам'ять
Розумове навантаження — це когнітивні ресурси людини.
Робоча пам'ять також має вплив на сліпоту неуваги.

### Очікування
Коли людина очікує, що тапляться певні події, він/вона схильна ігнорувати інші можливі події. Це може призвести до того, що ця людина не помітить інші важливі деталі, які він/вона не очікував.

### Ємність
Дієздатність уваги або неврологічна значимість — це міра того, скільки уваги потрібно зосередити для виконання завдання.

## Переваги
Вільям Джеймс говорив про переваги уваги, сказавши: «Тільки ті предмети, які я помічаю, формують мій розум — без вибіркового інтересу, досвід — це повний хаос». Люди мають обмежену розумову працездатність, яка не здатна одночасно обробляти усі образи, звуки та інші сигнали, які щохвилини пробуджують почуття. Сліпота неуваги є корисною в тому сенсі, що це механізм, який еволюціонував водночас з увагою, щоб допомогти відфільтрувати зайву інформацію, дозволяючи лише важливій інформації дійти до свідомості. Кілька дослідників, зокрема Джеймс Дж. Гібсон, стверджували, що ще до появи сітківки, сприйняття з'являється в екології, яка перетворила процеси сприйняття на інформаційні відносини в навколишньому середовищі шляхом еволюції. Це дозволяє людям ефективніше зосередити наші обмежені розумові ресурси на нашому оточенні.

## Більш широкі наслідки
Незважаючи на те, що основна частина досліджень сліпоти неуваги була проведена в лабораторних дослідженнях, явище зустрічається в різних повсякденних умовах. Залежно від контексту, поява сліпоти неуваги може коливатися від бентежної та/або жартівливої до потенційно руйнівної.

### Ілюзія
Спільні зусилля, спрямовані на встановлення зв'язків між наукою та ілюзією, досліджували взаємозв'язок процесів, що лежать в основі сліпоти неуваги, та концепції введення глядача в оману — здатності фокусника маніпулювати увагою, щоб не дати своїй аудиторії побачити, як виконувався фокус. У дослідженнях введення глядача в оману, у тому числі Куна та Татлера (2005), учасники спостерігають за магічним трюком «зникаючий об'єкт в руках фокусника». Трюк показували глядачам кілька разів, поки вони не почали помічати об'єкт, який випадає з руки фокусника. Більшість помічає випадання об'єкту з другого разу. Детальний аналіз експерименту включав також спостереження за рухом очей глядачів під час «непідготовленого» і «підготовленого» переглядів. Ці повторні випробування схожі на випробування з повною увагою в парадигмі сліпоти неуваги, оскільки обидва передбачають виявлення несподіваної події та, виявляючи несподівану подію під час другого випробування, демонструють, що подія легко сприймається.
Основна відмінність сліпоти неуваги від відволікання уваги полягає в тому, як маніпулюють увагою. У той час як для сліпоти неуваги необхідна поява певного об'єкта, то для введення в оману потрібний певний порядок дій для відволікання. Більше того, існує кілька різновидів введення глядача в оману, і різні типи можуть викликати різні когнітивні та перцептивні процеси, які змінюють схожість парадигми введення глядача в оману з сліпотою неуваги.
Звичайно, мотиви введення в оману відрізняються від нейрологічних досліджень, фокусникам необхідно визначити когнітивні слабкості, а вченим зрозуміти функціонування мозку. Кілька дослідників стверджували, що неврологи та психологи можуть вчитися, комбінуючи досвід реального світу та знання фокусників у свої галузі досліджень. Методи, розроблені століттями сценічної магії магами, можуть також використовуватися неврологією як потужні дослідження людського пізнання.

### Стрільба в поліції
Коли версія події працівника поліції відрізняється від відеозаписів чи криміналістичних доказів, адвокати захисту посилаються на сліпоту неуваги. Критика цього захисту полягає в тому, що цю точку зору можна використовувати для захисту майже будь-якої стрілянини в поліції.